# Kłym Pawluk
Kłym Pawluk, Клим Павлюк, Klim Zakrzewski, Клим Закревський, Pahlow (ur. ?, zm. ?) – polski i ukraiński wojskowy, urzędnik konsularny i przedsiębiorca.

## Życiorys
Prawdopodobnie z pochodzenia Polak. W 1917 był pracownikiem Wydziału Leśnego Generalnego Sekretariatu Spraw Ziemskich Ukrainy (Генеральний секретаріат земельних справ України), atamanem Wolnego Pułku Kozackiego powiatu kijowskiego. Członek Ukraińskiej Partii Niezależnych Socjalistów. Mieszkał w Kijowie ukrywając się pod obcą tożsamością i współpracował z Józefem Piłsudskim podtrzymując jego kontakt z Symonem Petlurą. Pułkownik Armii Ukraińskiej Republiki Ludowej.
Pomimo podejrzeń ze strony władz ukraińskich o pełnieniu przez niego roli podwójnego agenta na rzecz Polski, powierzono mu pełnienie funkcji, najpierw członka ukraińskiego przedstawicielstwa dyplomatycznego Ukrainy w Warszawie, następnie konsula Ukrainy w Gdańsku (1920–1921). Odwołany z funkcji wraz z decyzją o likwidacji urzędu w wyniku nieporozumień o jego finansowaniu z Ministerstwem Finansów Ukrainy. Przez kilka lat kontynuował działalność konsularną nieformalnie, m.in. pomagając w tworzeniu społeczności ukraińskich studentów w Wyższej Szkole Technicznej Wolnego Miasta Gdańska (Technische Hochschule der Freien Stadt Danzig).
Założył w Gdańsku wydawnictwo książek adresowych Globus GmbH oraz w 1923 Bank Ukraińsko-Polski (Ukrainisch-Danziger Bank, Українсько-Гданський банк) przy Langgasse 38, którego był też jednym z dyrektorów; bank uległ likwidacji w 1926.
Początkowo mieszkał w Domu Niemieckim (Deutsches Haus) przy Holzmarkt 12-14, następnie w Sopocie.